# بمب‌گذاری ژوئیه ۲۰۱۶ بغداد
در روز یکشنبه ۱۳ تیر ۱۳۹۵ (۴ ژوئیه ۲۰۱۶ میلادی) انفجار دو بمب در بغداد، باعث کشته‌شدن حداقل ۲۱۳ نفر و زخمی شدن ۲۰۰ نفر شد.
دقایقی پس از نیمه شب به وقت محلی، انفجار بمبی در محلهٔ کراده که در یک خودرو جاسازی شده‌بود، منجر به کشته شدن بیش از صد نفر و زخمی شدن صدها نفر دیگر شد. این محلهٔ عمدتاً سنی نشین به دلیل ماه رمضان در نیمهٔ شب شلوغ بود. انفجار یک بمب کنار جاده‌ای دیگر در محلهٔ شعب باعث کشته شدن دست‌کم پنج نفر شد.
داعش در اعلامیه‌ای مسئولیت حمله را به عهده گرفت و ابو مها العراقی را به عنوان بمب‌گذار کراده معرفی کرد. گزارش شده‌است که عامل انفجار یک خودروی یخچال بوده که با مواد منفجره پر شده‌بود.

## حمله و واکنش
بمب در یک منطقهٔ تجاری در کراده و هنگامی منفجر شد که مردم در خیابان‌ها مشغول خرید و صرف غذا در رستوران‌ها و کافه‌های محلی بودند. عامل انتحاری بمب را در یک کامیون دارای یخچال پنهان کرده‌بود. این نخستین عملیات بزرگ در بغداد پس از بازپس‌گیری فلوجه از داعش توسط دولت عراق بود.
انفجار کنار جاده‌ای دوم در محلهٔ عمدتاً شیعه‌نشین شعب در شمال بغداد انجام شد و دست‌کم پنج نفر کشته شدند.
پس از حمله، فرماندهی عملیات بغداد ادعا کرد که اعضای یک گروه شبه‌نظامی مرتبط با بمب‌گذاری را دستگیر کرده‌است.

## تلفات
پلیس عراق در ابتدا اعلام کرد که دست‌کم ۱۲۵ نفر کشته و ۱۵۰ نفر زخمی شدند. بر پایهٔ گزارش‌ها بسیاری از قربانیان کودک بودند. با افزایش جنازه‌های کشف شده و مرگ برخی از مصدومان، تلفات حادثه رو به افزایش است. تنها دو روز بعد از این حادثه شمار قربانیان به ۲۱۳ و زخمی‌ها به ۲۰۰ نفر رسید.

## مسئولیت
داعش در بیانیه‌ای ادعا کرد که مسئول حمله است و مسلمانان شیعه را هدف گرفته‌است. دخالت داعش در حمله هنوز توسط منابع مستقل تأیید نشده‌است.
به گفتهٔ جاسم البهدلی، تحلیل‌گر امنیتی در بغداد، این حمله نشان دهنده تلاش داعش برای جبران شکست تحقیرکنندهٔ آن‌ها در فلوجه بود. انفجارهای بغداد، سومین کشتار جمعی افراد غیرنظامی توسط داعش در چند روز اخیر پس از حملهٔ ۲۸ ژوئن در استانبول و حملهٔ ۱ ژوئیه در داکا بود.

## واکنش‌ها
یک روز پس از حادثه، حیدر عبادی نخست‌وزیر عراق از صحنهٔ حمله بازدید کرد و با واکنش منفی جمعیت روبرو شد که به دلیل خلف وعدهٔ دولت مبنی بر افزایش امنیت عصبانی بودند.